# Rhizopulvinaria ericae
Rhizopulvinaria ericae är en insektsart som först beskrevs av Alfred Serge Balachowsky 1936.  Rhizopulvinaria ericae ingår i släktet Rhizopulvinaria och familjen skålsköldlöss.
Artens utbredningsområde är Frankrike. Inga underarter finns listade i Catalogue of Life.